# Santa Anna (1522)
Santa Anna (hiszp. Święta Anna) – XVI-wieczna karaka, wchodząca w skład floty wojennej Joannitów. Z uwagi na częściowe pokrycie kadłuba płytami z ołowiu, niektórzy naukowcy przyznają okrętowi miano pierwszego pancernika w historii.

## Charakterystyka
Okręt zwodowano we francuskiej Nicei 21 grudnia 1522 roku. Statek był wyjątkowo nowoczesny, gdyż kadłub pod linią wody – oraz dwa z sześciu pokładów – pokryto ołowianymi płytami. Płyty przymocowano do drewnianego kadłuba za pomocą gwoździ z brązu.
Jednostkę wyposażono także w mały młyn i kilka pieców piekarskich oraz w trzy kuźnie. Dzięki temu załogę okrętu można było zaopatrywać w świeży chleb i dokonywać ewentualnych napraw w poszyciu. Na rufowej galerii zorganizowano też niewielki ogródek z zielonymi roślinami.

## Służba
W 1531 roku „Santa Anna” brała udział w walce z osmańską eskadrą 25 okrętów. Rok później Joannici wysłali okręt jako wsparcie dla floty hiszpańsko-italskiej na Peloponez opanowany wówczas przez Turków. Wyprawa zakończyła się opanowaniem przez siły katolickie miast Koroni oraz Patras. W 1535 roku „Santa Anna” została wysłana z flotą hiszpańską w okolice Tunisu, gdzie odniesiono wielkie zwycięstwo nad korsarską flotą osławionego admirała Barbarossy. Okręt przyczynił się silnym ostrzałem artyleryjskim do zajęcia twierdzy La Goulette (wówczas pod nazwą Halq Wadi), która strzegła wejścia do portu w Tunisie.
W okresie pokoju - ze względu na ładowność ok. 900 t - jednostkę wykorzystywano jako statek handlowy do przewozu pszenicy.
W 1540 roku ówczesny wielki mistrz Juan de Homedes nakazał rozbiórkę okrętu.